# Tejate
Le tejate est une boisson mexicaine composée principalement d'un mélange de maïs et de cacao et caractérisée par sa texture mousseuse et farineuse. D'origine préhispanique, il est consommé principalement dans les régions mixtèques et zapotèques de l'État de Oaxaca. Surnommé la « boisson des dieux » (en espagnol : bebida de los dioses), le tejate est célébré chaque année à San Andrés Huayapam au cours de la Feria del Tejate.

## Étymologie et histoire
L'étymologie de tejate n'est pas certaine. Le mot pourrait venir de texatl qui signifie « eau farineuse » en nahuatl (de textli, pâte et atl, eau). Dans les langues zapotèques, la boisson est appelée cu'hub.
Le tejate est originaire de l'État de Oaxaca, plus particulièrement de la région des Valles Centrales (es). La flor de cacao, un des quatre ingrédients principaux, est cueillie toute l'année sur les arbres de l'espèce Quararibea funebris endémique de la municipalité de San Andrés Huayapam, au nord de la capitale Oaxaca de Juárez. San Andrés Huayapam est considérée comme étant la terre du tejate et sa préparation et sa vente tiennent une part importante de la culture et de l'économie de cette ville. Par tradition, c'est une boisson surtout confectionnée par des femmes appelées tejateras qui se transmettent la recette de génération en génération.
Le tejate est célébré chaque année depuis 1999 au cours de la Feria del Tejate.

## Préparation
Le tejate est composé principalement de quatre ingrédients qui lui donnent sa saveur et sa texture : la farine de maïs, les fèves de cacao fermentées, les noyaux de sapote grillés et moulus et enfin la flor de cacao (ou rosita de cacao). Les ingrédients sont mélangés jusqu'à former une pâte à laquelle est ajoutée de l'eau froide jusqu'à ce que la flor de cacao remonte à la surface du mélange pour former une mousse blanche. La boisson se consomme fraîche, éventuellement avec un peu de sirop de glucose pour l'adoucir.
Le tejate est traditionnellement servi frais dans une jícara (es) en argile ou bien fabriquée à partir d'une calebasse.